# Sporisorium iseilematis-ciliati
Sporisorium iseilematis-ciliati är en svampart som beskrevs av Vánky 1998. Sporisorium iseilematis-ciliati ingår i släktet Sporisorium och familjen Ustilaginaceae.   Inga underarter finns listade i Catalogue of Life.